# عبد اللطيف بن عبد الملك آل الشيخ
عبد اللطيف بن عبد الملك بن عمر آل الشيخ وزير الشؤون البلدية والقروية السابق، وهو ابن عالم الدين عبد الملك بن عمر بن عبد اللطيف بن عبد الرحمن بن حسن بن محمد بن عبد الوهاب.

## أعماله
كان المهندس عبد اللطيف يعمل عضو في الهيئة العليا لتطوير مدينة الرياض ورئيس مركز المشاريع والتخطيط بالهيئة، وفي 3 ربيع الثاني 1436 هـ الموافق 24 يناير 2015 صدر قرار ملكي بتعيين المهندس عبد اللطيف وزيراً للشؤون البلدية والقروية.